# Douglas DC-4E
Douglas DC-4E — американский экспериментальный авиалайнер, разработанный до начала Второй мировой войны. Самолёт не дошёл до стадии серийного производства, однако его провал позволил разработать абсолютно новую и очень успешную модель — DC-4/C-54. Многие наработки DC-4E были использованы в японском бомбардировщике Nakajima G5N.

## Разработка
Разработка самолёта началась в 1935 г. после заказа United Air Lines. Целью ставилось создание большего по размерам и более сложного самолёта для замены DC-3 ещё до первого полёта самого DC-3. American Airlines, Eastern Air Lines, PanAm и TWA присоединились к United и вложили по 100 тысяч долларов каждая для разработки нового самолёта. По мере роста себестоимости и сложности проекта PanAm и TWA забрали свои деньги и предпочли вложить их в проект Boeing 307, который, как предполагалось, будет менее затратным.
Планируемая вместимость 42 пассажира (13 рядов по два и более кресла с одним проходом) или 30 в конфигурации со спальными местами делали DC-4 (тогда использовалось это обозначение) вдвое большим самолётом, чем DC-3, и первым большим авиалайнером с носовой стойкой шасси. Другими новшествами стали вспомогательная силовая установка, усилители органов управления, электросистема переменного тока и кондиционирование воздуха. Для серийного самолёта так же планировался наддув кабины. Новый хвост с тремя низкими килями позволял использовать существующие ангары и обеспечивал достаточную площадь рулей, чтобы осуществлять взлёт только с двумя работающими двигателями с одной стороны. Форма крыла была похожа на DC-3 и имела стреловидную переднюю кромку и почти прямую заднюю. Четыре 14-цилиндровых радиальных двигателя Pratt & Whitney Twin Hornet были расположены на крыле со значительным выступом за переднюю кромку.

## Эксплуатация
Прототип NX18100 (с/н 1601) впервые без происшествий поднялся в воздух 7 июня 1938 г. с аэродрома в Санта-Монике под командованием пилота Карла Кавера. Однако обнаруженные во время испытаний проблемы задержали получение сертификата типа до 5 мая 1939 г. В этом же году United Air Lines использовала самолёт для эксплуатационных испытаний. 9 июня 1939 во время демонстрационного полёта над городом в Дэйтоне (не путать с Дайтоной) на борту DC-4 находился Орвилл Райт. Несмотря на отсутствие крупных проблем, сложные системы оказались дорогими в обслуживании, а эксплуатационные показатели оказались ниже ожидаемых, особенно после увеличения пассажировместимости до 52 человек, а взлётной массы до 29, т.
Проект был закрыт, а на замену ему пришла менее сложная машина. Новый самолёт получил наименование DC-4, а эта машина была переименована в DC-4E («Experimental»). В конце 1939 г. прототип продали Imperial Japanese Airways, которая в то время закупала американские самолёты для оценки и заимствования технологий. Вскоре после покупки японская пресса заявила о крушении самолёта в Токийском заливе, однако на самом деле самолёт изучался военными и предпринимателями в Накадзиме. С помощью обратного инжиниринга DC-4E был построен японский бомбардировщик Nakajima G5N.

## Эксплуатанты
Япония
- Imperial Japanese Airways

 США
- United Airlines

## Технические характеристики
Источник данных: McDonnell Douglas Aircraft since 1920, Vol. 1

Технические характеристики
- Экипаж: 3
- Пассажировместимость: 42 пассажира
- Длина: 29,74 м
- Размах крыла: 42,14 м
- Высота: 7,48 м
- Площадь крыла: 200,207
- Масса пустого: 20 т
- Масса снаряжённого: 30 т
- Максимальная взлётная масса: 32 т
- Силовая установка: 4 × 14-цилиндровый двухрядный радиальный с воздушным охлаждением Pratt & Whitney R-2180-S1A1-G Twin Hornet
- Мощность двигателей: 4 × 1450 л.с.

Лётные характеристики
- Максимальная скорость: 394 км/ч
- Крейсерская скорость: 322 км/ч
- Практическая дальность: 3000 км
- Практический потолок: 7500 м
- Скороподъёмность: 300 м/мин
- Тяговооружённость: 4,8 кВт/кг